# CHKDSK

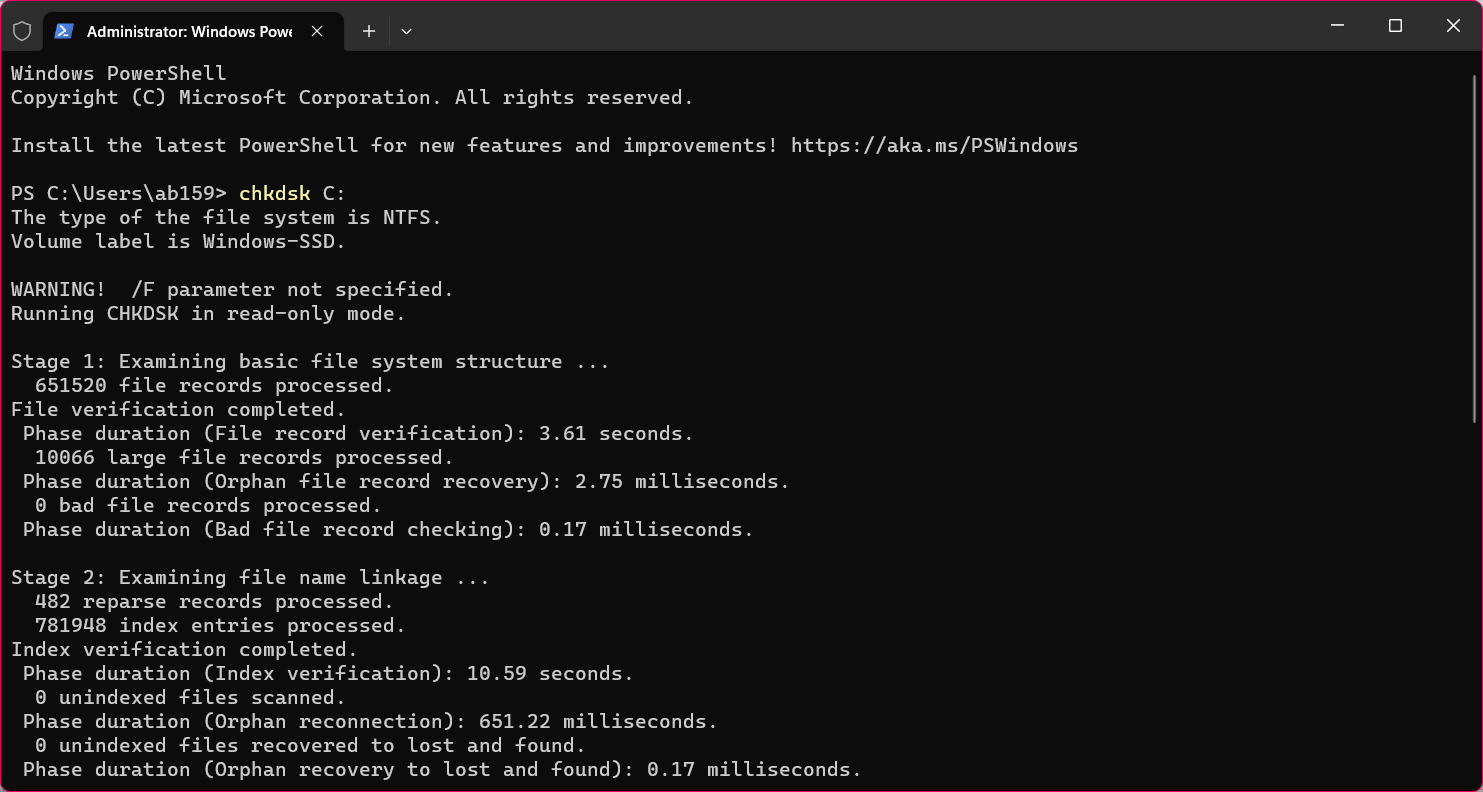
台运行Windows 11 Canary Build 25237的电脑正在执行chkdsk命令

CHKDSK（全称Microsoft Check Disk，意为磁盘检查）是一种可运行在DOS、OS/2和Windows操作系统上的指令程序。当系统发生假死机或非法关机时，系统将调用它来检查磁盘，用户也可以通过命令行手动调用检查某个磁盘分区。该程序会基于被检测的磁盘所使用的文件系统生成磁盘的状态报告，如果提供参数，程序还可修复多种磁盘文件系统的逻辑错误。

## 命令与参数
运行CHKDSK时，如果不指定 /f 或者 任何隐含 /f 的参数，CHKDSK将只显示被检测磁盘的磁盘状态，不会对磁盘进行任何修改。若指定 /f 或者隐含 /f 的参数，则会根据参数对指定磁盘执行对应操作。

#### 语法
```
chkdsk [
<
volume
>
[[
<
path
>
]
<
filename
>
]] [/f] [/v] [/r] [/x] [/i] [/c] [/l[:
<
size
>
]] [/b]

```

#### 参数列表
| volume              | 指定驱动器号、装入点或卷名。 |
| [path]filename      | 指定要用 CHKDSK 进行检查的一个或一组文件的路径及名称。可使用通配符（＊或？）指定。                                                   |
| /f                  | 修复磁盘上的错误。必须锁定磁盘。如果 CHKDSK 无法锁定驱动器，会显示一条信息，询问用户是否希望在下次重新启动计算机时检查该驱动器。     |
| /v                  | 磁盘检查时，在命令提示符中显示每个目录下，所有已检查的文件。                                                                         |
| /r                  | 扫描坏扇区并恢复可读取的信息。必须锁定磁盘。(未指定 /scan 时，隐含 /f)                                                               |
| /x                  | 仅限 NTFS格式的分区 使用。如果必要，会首先强制卸载卷。该驱动器的所有打开句柄都无效。（隐含/f）                                       |
| /i                  | 仅限 NTFS格式的分区 使用。对索引项进行强度较小的检查，可以减少CHKDSK运行所需时间。                                                   |
| /c                  | 仅限 NTFS格式的分区 使用。跳过文件夹结构中的循环检查，可以减少CHKDSK运行所需时间。                                                   |
| /l[:size]           | 仅限 NTFS格式的分区 使用。将日志文件的大小更改为由用户输入的大小。如果省略该参数，输入 /l 则会显示当前日志文件的大小。               |
| /b                  | 仅限 NTFS格式的分区 使用。用于重新评估该卷上的坏簇。（隐含/r）                                                                       |
| /scan               | 仅限 NTFS格式的分区 使用。在卷上运行联机扫描。                                                                                       |
| /forceofflinefix    | 仅限 NTFS格式的分区 使用。(必须与 "/scan" 一起使用） 跳过所有联机修复，找到的所有故障都排队等待脱机修复。 (即 "/spotfix")            |
| /perf               | 仅限 NTFS格式的分区 使用。(必须与 "/scan" 一起使用）使用更多系统资源尽快完成扫描。这可能会对系统中运行的其他任务的性能造成负面影响。 |
| /spotfix            | 仅限 NTFS格式的分区 使用。在卷上运行点修复。                                                                                         |
| /sdcleanup          | 仅限 NTFS格式的分区 使用。回收不需要的安全描述符数据(隐含 /f)                                                                        |
| /offlinescanandfix  | 在卷上运行脱机扫描并进行修复。 |
| /freeorphanedchains | 仅限 FAT/FAT32/exFAT格式的分区 使用。释放所有孤立的簇链而不恢复其内容。                                                              |
| /markclean          | 仅限 FAT/FAT32/exFAT格式的分区 使用。如果未检测到损坏，则将卷标记为干净，即使未指定 /F 也是如此。                                    |
| /?                  | 在命令提示符中显示CHKDSK的帮助。 |